# Гарднер, Пол
Пол Мэлоун Гарднер (англ. Paul Malone Gardner; род. 5 марта 1956, Форт-Эри, Онтарио) — канадский хоккеист, нападающий, тренер.

## Биография
Отец Кэл Гарднер и старший брат Дейв Гарднер были игроками НХЛ.
В 1976 году был выбран на драфте ВХА клубом «Торонто Торос» под 24 номером и на драфте НХЛ клубом «Канзас-Сити Скаутс» (переехавшим в Колорадо) под 11 номером. Играл в НХЛ за команды «Колорадо Рокиз» (1976/77 — 1978/79), «Торонто Мейпл Лифс» (1978/79 — 1979/80), «Питтсбург Пингвинз» (1980/81 — 1983/84), «Вашингтон Кэпиталз» (1984/85), «Баффало Сейбрз» (1985/86).
Был главным тренером клуба АХЛ «Ньюмаркет Сейнтс» (1986/87 — 1090/90). Помощник Барри Тротца в клубах АХЛ «Балтимор Скипджекс» (1992/93) и «Портленд Пайретс» (1993/94 — 1996/97) и НХЛ «Нэшвилл Предаторз» (1998/99 — 2002/03).
18 января 2007 года возглавил российский клуб Суперлиги «Локомотив» Ярославль и вывел его в четвертьфинал. Через месяц после старта следующего сезона, 24 сентября, был уволен.
7 июня 2008 года, перед стартом первого сезона КХЛ, был назначен главным тренером минского «Динамо». 17 июля провёл первую тренировку, а 29 числа был уволен из-за проблем с алкоголем.
В дальнейшем возглавлял клубы Германии «Гамбург Фризерс» (2008/09 — 2009/10), «Лаузитцер Фюксе» (2015/16), «Лёвен Франкфурт» (2016/17 — 2017/18), CHL «Миссисипи Ривер Кингз» (2010/11), «Блумингтон Блейз» (2011/12, Шотландии «Брехэд Клэн» (2012/13). Двукратный чемпион Нидерландов (2014, 2015) с клубом «Тилбург Трепперс».